# Glázer Sándor
Glázer Sándor, született: Glázer Sándor Iván (Tapolca, 1861. július 11. – Balatonfüred, 1917. június 6.) gyógyszerész.

## Életútja
Nagyapja Glázer Károly, a tapolcai Oroszlán gyógyszertár alapítója, szülei Glázer Iván gyógyszerész és Pillich Ludovika/Alojzia. 1881-ben szerezte gyógyszerészi oklevelét a budapesti tudományegyetemen, majd 1886-tól vette át édesapjától, Glázer Ivántól a gyógyszertárat. 1888 novemberében eljegyezte Flieg Margitot Nagyváradon, akivel 1889. július 15-én délután kötött házasságot Tapolcán. 1895 és 1903 között községbírói tisztséget vállalt, egyúttal szerepe volt a Tapolcai Polgári Leányiskola, illetve a Villamos-művek létesítésében. Kezdeményezte a környék fásítását, Tapolca csatornázását, illetőleg a vadvizek lecsapolását is. Elnöke volt a helyi Vöröskeresztnek, fontos szerepet játszott a kórház létesítésében. A balatonfüredi Erzsébet Szanatóriumban hunyt el szívhűdés következtében.

## Emlékezete
Tapolcán utca van róla elnevezve, valamint 1990. november 19. óta emléktáblája áll az egykori patikája falán, utóbbi Mayer István tapolcai születésű szobrászművész alkotása. 